# 마르델플라타
마르델플라타(스페인어: Mar del Plata)는 아르헨티나의 수도 부에노스아이레스에서도 서남쪽 400km 해안에 있는 유명한 해수욕장이자 관광지이다. 인구는 약 54만 명(2001)이다. 세계 제1이라고 하는 공영(公營) 카지노는 룰렛의 명소이다. 상주 인구는 300,000명이지만 여름철에는 1,000,000명이 넘는다고 한다.

## 기후
이 지역은 습하고, 온화한 여름과 상대적으로 차가운 겨울을 가진 해양성 기후의 특성을 가지고 있다. 비록 극지역에서 찬바람이 유입되기는 하지만, 여름인 1월 평균 기온은 20 °C이며, 겨울인 7월에는 8 °C에 이른다. 남서풍이 영하의 날씨로 끌어내릴 때도 있지만, 남동풍이 더 강해서 해안 지방에 소나기와 거친 파도를 만들어 내기도 한다.
연중 서리가 내리는 날은 20일 정도이며, 눈은 보기 드물지는 않지만, 하여 쌓이는 정도에도 속하지는 아니다.
| 마르델플라타의 기후 | 마르델플라타의 기후 | 마르델플라타의 기후 | 마르델플라타의 기후 | 마르델플라타의 기후 | 마르델플라타의 기후 | 마르델플라타의 기후 | 마르델플라타의 기후 | 마르델플라타의 기후 | 마르델플라타의 기후 | 마르델플라타의 기후 | 마르델플라타의 기후 | 마르델플라타의 기후 | 마르델플라타의 기후 |
| 월 | 1월                 | 2월                 | 3월                 | 4월                 | 5월                 | 6월                 | 7월                 | 8월                 | 9월                 | 10월                | 11월                | 12월                | 연간                |
| --- | ------------------- | ------------------- | ------------------- | ------------------- | ------------------- | ------------------- | ------------------- | ------------------- | ------------------- | ------------------- | ------------------- | ------------------- | ------------------- |
| 역대 최고 기온 °C (°F) | 42.4 (108.3)        | 39.9 (103.8)        | 36.3 (97.3)         | 33.0 (91.4)         | 28.5 (83.3)         | 25.5 (77.9)         | 27.7 (81.9)         | 29.9 (85.8)         | 30.1 (86.2)         | 34.5 (94.1)         | 35.7 (96.3)         | 39.4 (102.9)        | 42.4 (108.3)        |
| 일평균 최고 기온 °C (°F) | 26.4 (79.5)         | 25.5 (77.9)         | 23.8 (74.8)         | 20.4 (68.7)         | 16.9 (62.4)         | 13.8 (56.8)         | 12.6 (54.7)         | 14.7 (58.5)         | 15.9 (60.6)         | 18.6 (65.5)         | 21.7 (71.1)         | 25.2 (77.4)         | 19.6 (67.3)         |
| 일일 평균 기온 °C (°F) | 20.3 (68.5)         | 19.7 (67.5)         | 18.1 (64.6)         | 14.6 (58.3)         | 11.4 (52.5)         | 8.5 (47.3)          | 7.5 (45.5)          | 9.0 (48.2)          | 10.4 (50.7)         | 13.2 (55.8)         | 15.9 (60.6)         | 18.8 (65.8)         | 14.0 (57.2)         |
| 일평균 최저 기온 °C (°F) | 14.5 (58.1)         | 14.3 (57.7)         | 12.9 (55.2)         | 9.5 (49.1)          | 6.7 (44.1)          | 4.0 (39.2)          | 3.2 (37.8)          | 4.2 (39.6)          | 5.5 (41.9)          | 8.1 (46.6)          | 10.3 (50.5)         | 12.8 (55.0)         | 8.8 (47.8)          |
| 역대 최저 기온 °C (°F) | 3.0 (37.4)          | 1.2 (34.2)          | 0.2 (32.4)          | −3.6 (25.5)         | −3.7 (25.3)         | −8.0 (17.6)         | −9.3 (15.3)         | −6.4 (20.5)         | −6.3 (20.7)         | −3.0 (26.6)         | −2.0 (28.4)         | −0.2 (31.6)         | −9.3 (15.3)         |
| 평균 강수량 mm (인치) | 91.1 (3.59)         | 103.6 (4.08)        | 95.2 (3.75)         | 97.3 (3.83)         | 60.0 (2.36)         | 66.1 (2.60)         | 57.8 (2.28)         | 63.6 (2.50)         | 63.1 (2.48)         | 83.1 (3.27)         | 80.3 (3.16)         | 84.8 (3.34)         | 946.0 (37.24)       |
| 평균 강수일수 (≥ 0.1 mm) | 8.1                 | 8.0                 | 9.0                 | 9.3                 | 8.2                 | 8.7                 | 9.4                 | 8.0                 | 8.3                 | 10.0                | 9.8                 | 8.2                 | 105.0               |
| 평균 강설일수 | 0.0                 | 0.0                 | 0.0                 | 0.0                 | 0.0                 | 0.0                 | 0.1                 | 0.1                 | 0.0                 | 0.0                 | 0.0                 | 0.0                 | 0.2                 |
| 평균 상대 습도 (%) | 73.9                | 77.2                | 79.5                | 79.9                | 82.0                | 81.6                | 81.8                | 79.5                | 78.6                | 77.7                | 75.4                | 72.7                | 78.3                |
| 평균 월간 일조시간 | 288.3               | 234.5               | 232.5               | 195.0               | 167.4               | 120.0               | 127.1               | 164.3               | 174.0               | 210.8               | 222.0               | 269.7               | 2,405.6             |
| 가능 일조율 | 63                  | 60                  | 54                  | 58                  | 51                  | 41                  | 42                  | 46                  | 47                  | 51                  | 52                  | 59                  | 52                  |
| 출처 1: 아르헨티나 국립기상청 (평년값: 1991년~2020년, 극값: 1888년~현재)                                                    |                     |                     |                     |                     |                     |                     |                     |                     |                     |                     |                     |                     |                     |
| 출처 2: Meteo Climat (극값 일부), Oficina de Riesgo Agropecuario (극값 일부), 라플라타 국립대학교 (일조시간: 1971년~1980년) |                     |                     |                     |                     |                     |                     |                     |                     |                     |                     |                     |                     |                     |

## 교통
마르델플라타는 부에노스아이레스를 매일 운항하는 아스토르 피아졸라 국제 공항이 존재한다.
이곳에는 버스터미널이 있으며, 아르헨티나 대부분이 도시를 운행한다. 또한 기차역에서도 부에노스아이레스를 운행하는 두 개의 기차편을 이용할 수 있다.
2번 고속도로는 마르델플라타와 부에노스아이레스를 연결하며, 11번 도로는 해안선을 가로질러 미라마르에 종착한다.

## 자매 도시
- 프랑스 비아리츠
- 미국 포트로더데일
- 이탈리아 산베네데토델트론도
- 이탈리아 바리
- 러시아 상트페테르부르크
- 대한민국 경기도 이천시